# José Belvidares
José Belvidares (fl. XX secolo) è stato un calciatore argentino, di ruolo difensore.

## Caratteristiche tecniche
Giocava come difensore destro.

## Carriera

### Club
Belvidares entrò a far parte della prima squadra del River Plate durante il Concurso Estímulo 1929; in quel torneo debuttò alla prima giornata, il 21 luglio 1929, nell'incontro tra River e Talleres. Con 15 presenze su 17 gare totali, fu il giocatore con il maggior numero d'apparizioni stagionali per il River, insieme ai compagni Atilio Granara Costa ed Esteban Malazzo. Nel 1930 prese parte alla Primera División, esordendo al primo turno contro il San Fernando il 23 marzo. Anche in quella stagione Belvidares fu impiegato spesso: su 35 partite complessive, registrò 31 apparizioni, sempre come difensore destro. Nel 1931 giocò la sua ultima annata al River Plate; fu una presenza costante anche in tale torneo, in cui scese in campo 29 volte su 34. Fu uno dei tre giocatori espulsi dal primo Superclásico del calcio professionistico, insieme a Camilo Bonelli e Pedro Lago. Giocò poi la Primera División 1932 con il Platense di Vicente López.